# 米勒冰隆
米勒冰隆（英語：Miller Ice Rise），是南極洲的冰隆，位於法利埃海岸，處於特賴雲峰西北面30公里的瑪格麗特灣南部，長4公里、寬2公里，現時由南極條約體系管理。